# 알오루바 SC
알오루바 SC(아랍어: نادي العروبة الرياضي)는 수르를 연고로 하는 오만의 축구단이다. 현재 오만 프로리그에 참가하고 있다.

## 우승
- 오만 프로리그: 1999–2000, 2001–02, 2007–08, 2014–15
- 술탄 카부스컵: 1993, 2001, 2010, 2014–15
- 오만 슈퍼컵: 2000, 2002, 2008, 2011

## 선수 명단

### 역대
- 아흐메드 카노(2000 ~ 2005, 2014 ~ 2015)